# Episodi di My Hero Academia (settima stagione)
La settima stagione dell'anime My Hero Academia comprende gli episodi dal 139 al 159.
È stata confermata il 25 marzo 2023, con la trasmissione del finale della stagione precedente, ed è andata in onda in Giappone di sabato su ytv e NTV, dal 4 maggio al 12 ottobre 2024. Internazionalmente la stagione è distribuita da Crunchyroll, che pubblica l'edizione italiana con sottotitoli in simulcast e quella doppiata dal 25 maggio al 2 novembre 2024
Le sigle di apertura e chiusura dei primi nove episodi sono rispettivamente Tagatame (誰我為?) di TK from Ling tosite sigure e Tsubomi (蕾?) degli Omoinotake, mentre quelle dei restanti dodici sono Curtain Call (カーテンコール?, Kāten kōru) di Yuuri e Rokutōsei (六等星?) di Zarame.

## Lista episodi
| Nº serie | Nº | Titolo italiano Giapponese 「Kanji」 - Rōmaji | In onda           | In onda           |
| Nº serie | Nº | Titolo italiano Giapponese 「Kanji」 - Rōmaji | Giapponese        | Italiano          |
| 139      | 1  | L'Occidente all'improvviso!! Arriva un pezzo grosso 「欧米ギリギリ!! ぶっちぎりの凄い奴」 - Ōbei girigiri!! Bucchigiri no sugoi yatsu | 4 maggio 2024     | 25 maggio 2024    |
| 139      | 1  | Dopo aver assistito allo stato attuale del Giappone a causa delle azioni di Shigaraki, All For One e degli evasi, la hero numero 1 degli Stati Uniti, Star and Stripe, e i suoi compagni militari sfidano i loro ordini e si fanno strada per fornire aiuto. Nel frattempo, All For One, che giace nascosto in una grotta insieme a Spinner, progetta di rubare il Quirk di Star che faciliterà i suoi piani di dominio del mondo. Skeptic alimenta anche il fuoco dei restanti membri del Fronte di Liberazione che utilizzano l'Unione dei Villain come punto di raccolta. Mentre Endeavor, Hawks e Best Jeanist si dirigono verso l'incontro con Star, ricevono la notizia che Shigaraki, a bordo di un Nomu volante, l'ha già intercettata. I due procedono allo scontro in cui Star dimostra il suo Quirk, "Nuovo Ordine", capace di cambiare le regole di qualunque cosa o chiunque tocchi, oltre a rivelare come si sia ispirata ad All Might. Tenta di usare il suo Quirk su Shigaraki, tuttavia poiché questi, a causa della sua continua fusione con All For One, è attualmente in uno stato di crisi d'identità, incerto se sia Shigaraki, All For One o addirittura Tenko Shimura, riesce a resistere. Star si prepara cosi per la sua ultima risorsa. Trasforma l'aria in una forma gigante di se stessa e usando una spada fatta di laser tiene "Shigaraki" bloccato, mentre attende rinforzi sotto forma di diversi missili guidati chiamati "Tiamat". |                   |                   |
| 140      | 2  | Spettro 「亡霊」 - Bōrei | 11 maggio 2024    | 1º giugno 2024    |
| 140      | 2  | Star usa il suo Quirk per lanciare i missili direttamente su "Shigaraki", che tuttavia, essendosi aspettato qualcosa del genere, riesce a evitare la maggior parte dei danni dell'esplosione facendo decadere la terra sotto l'oceano. Si dirige verso Star attraverso gli aerei da combattimento, mentre il leader dei soldati cerca di convincerla a sacrificarlo per cercare di sconfiggere il nemico. Star rifiuta e "Shigaraki" riesce a toccare il viso di Star, rubando il Nuovo Ordine e contemporaneamente facendola decadere; tenta di usare il Quirk per fermare il decadimento, ma il suo corpo raggiunge il limite di forza. "Shigaraki" sta per usare New Order, ma all'improvviso il suo corpo inizia a esplodere dall'interno. Star aveva usato il Nuovo Ordine per dichiarare che il Quirk si sarebbe ribellato contro gli altri Quirk, e all'interno di Shigaraki, le vestigia di Star iniziano a fare a pezzi Shigaraki, All For One e gli altri Quirk, distruggendone diversi nel processo. Mentre il corpo di Star decade, saluta i suoi compagni ringraziando All Might per averle permesso di indulgere nel suo sogno. "Shigaraki" riesce a scappare disperatamente dai jet e cerca di immagazzinare New Order nel corpo di un criminale, ma anche il Quirk stesso viene distrutto; allo stesso tempo, nel profondo di Shigaraki e All For One, Tenko Shimura chiama Izuku. Successivamente, All Might incontra i soldati americani che forniscono loro i dati registrati durante il combattimento con Shigaraki. Procede rivelando queste informazioni alla Classe 1-A, mentre gli studenti si preparano con entusiasmo a continuare il loro addestramento per l'imminente battaglia finale. |                   |                   |
| 141      | 3  | Villain 「敵」 - Viran | 18 maggio 2024    | 8 giugno 2024     |
| 141      | 3  | Shigaraki si riunisce con All For One e il resto dei villain nel loro nascondiglio, mentre inizia a curare le sue ferite. All For One dice a Dabi di aspettare ancora un po', mentre inizia a implementare uno dei suoi tanti piani di riserva. Mentre la Classe 1-A continua il suo addestramento, discutono tra loro di come sono in svantaggio nella battaglia imminente a causa della maestria di All For One nel nascondersi e si chiedono come combatterlo. Altrove, Hagakure spia Aoyama e i suoi genitori nel profondo del bosco, scoprendo che sono spie di All For One. Viene rivelato che Aoyama è nato senza Quirk e, non volendo che si sentisse ostracizzato, i suoi genitori hanno stretto un accordo con All For One per dargli il suo quirk, finendo per contrarre un debito con lui. Di conseguenza, Aoyama fu costretto a rivelare ad All For One informazioni riguardo all'U.S.J. e il campo estivo. Izuku arriva sulla scena e Aoyama, affranto dal dolore, confessa in lacrime la verità, prima che lui e la sua famiglia tentino di fuggire. Prima che possano combattere, Toru rifrange un laser, rivelandosi parzialmente per la prima volta, mentre Izuku cattura gli Aoyama. Tutti sono sbalorditi e incapaci di reagire alla notizia, e Aoyama esprime tutti i suoi rimpianti, riferendosi a se stesso come un "villain spregevole", ma nonostante ciò, Izuku lo riconosce come una vittima e crede di avere ancora una possibilità di riscattarsi come eroe, portando gli altri studenti a rendersi conto che Aoyama sarebbe la chiave per attirare All For One allo scoperto. |                   |                   |
| 142      | 4  | La storia di come tutti siamo diventati Heroes 「皆がヒーローになるまでの物語」 - Mina ga hīrō ni naru made no monogatari | 25 maggio 2024    | 15 giugno 2024    |
| 142      | 4  | Gli adulti sono ancora sospettosi nel confidare nella collaborazione di Aoyama, ma i ragazzi ribadiscono la loro fiducia in lui. Proprio in quel momento, Aizawa appare sul monitor del computer per schierarsi dalla parte dei suoi studenti, con l'intenzione di non espellere Aoyama, rivelando anche un piano per approfittarsi di lui e avere la meglio sui villain. Gli Aoyama vengono portati via per ulteriori esami, mentre i restanti studenti si raggruppano per tornare in battaglia. Izuku e Iida si riuniscono con Mei Hatsume, che apparentemente non ha idea dello stato del mondo esterno. Nel frattempo, All Might, Hawks, Ragdoll, le forze di polizia e l'esercito americano formano una "controforza" per sviluppare il loro piano per affrontare i villain. Decidono che devono essere tutti separati ad almeno 10 chilometri di distanza per garantire alcuna cooperazione, il che causerà loro ulteriori problemi. Allo stesso tempo, Aizawa parla personalmente con Aoyama, e riesce a convincerlo a liberarsi dalla paura che All For One gli ha instillato, riponendo la sua fiducia nei suoi compagni di classe e in se stesso. Altrove, Shinso viene chiamato in aiuto. |                   |                   |
| 143      | 5  | Let you down 「Let you down」 | 1º giugno 2024    | 22 giugno 2024    |
| 143      | 5  | Toga visita la sua casa di famiglia abbandonata e riflette sulla sua vita da piccola. Dabi appare e brucia la casa come atto di gentilezza. Dabi le dona inoltre un campione del sangue di Twice, permettendole di trasformarsi in lui e utilizzare il suo Quirk. Altrove, Shigaraki subisce una trasformazione come risultato dell'adattamento del suo corpo alla teoria della singolarità dei Quirk. Skeptic dice a Spinner che deve prendere il comando dei mutanti in rivolta che lo considerano un simbolo, e lui accetta con riluttanza per il bene di Shigaraki. Nel frattempo, la Classe 1-A torna ai dormitori dopo una lunga giornata di battaglia contro gli evasi, quando All Might, Tsukauchi e Nezu arrivano per raccontare loro i dettagli della guerra imminente. Il giorno seguente, Nezu annuncia ai rifugiati che i villain pianificheranno di attaccare in soli quattro giorni, mentre gli studenti salutano le loro famiglie e gli altri mentre si trasferiscono nella fortezza improvvisata "Troy". Su una scogliera vicina, Izuku ringrazia Ochaco per il discorso che lei ha fatto in suo favore, e lei gli rivela che durante tale discorso, ha pensato alla faccia triste di Toga durante il loro precedente incontro, e si chiede se sia strana a sentirsi in colpa nonostante la distruzione che hanno causato. Izuku rivela di provare lo stesso per Shigaraki e, allo stesso tempo, Bakugo, Ida e Kirishima confortano Shoto per i suoi sentimenti verso Dabi. Il giorno dell'operazione, All For One ordina agli Aoyama di attirare Izuku in un luogo segreto, usando un Quirk di rilevamento della menzogna per assicurarsi che non lo ingannino. Izuku incontra Yuga, che spiega i piani di All For One per il dominio globale con il suo Quirk. All For One li affronta entrambi, ma con suo grande shock, Yuga lo tradisce e lo attacca. Procede a trasportare la maggior parte dei villain nella loro posizione per circondarli, solo per essere colto di nuovo alla sprovvista quando gli hero vengono teleportati li dal quirk di Kurogiri, dando inizio alla battaglia finale. |                   |                   |
| 144      | 6  | Division 「DIVISION」 | 8 giugno 2024     | 29 giugno 2024    |
| 144      | 6  | Pochi giorni prima della battaglia, All Might, Tsukauchi e Nezu spiegano alla Classe 1-A il loro piano. Per convincere gli Aoyama a ingannare All For One, utilizzeranno il Quirk di Shinso, che grazie al suo addestramento è in grado di far parlare le persone, in modo che All For One non rilevi alcuna bugia nelle loro voci. Aizawa richiede l'aiuto di Monoma per usare il suo Quirk per copiare quello di Kurogiri, e sebbene inizialmente sia preoccupato, è convinto dalla prospettiva di essere il "burattinaio". All Might e Tsukauchi, osservando la battaglia in un centro di controllo, attivano l'"Operazione Troy", facendo sì che grandi gabbie metalliche circondino la maggior parte dei villain, che vengono poi spinti in molti altri portali, dividendoli in tutto il paese. All For One finisce tra le rovine della montagna di Gunga, affrontato da Endeavor e Hawks, Dabi finisce a Kamino, affrontato da Shoto, e "Shigaraki" finisce alla Yuei, ora resa una fortezza galleggiante, per essere affrontato da Izuku, che tuttavia prima che possa entrare nel portale, viene catturato da Toga e portato sull'isola di Okuto, dove viene affrontata da Ochaco. Una squadra composta da Bakugo, Best Jeanist, Edgeshot, Mirko, Tamaki e Nejire si prepara ad affrontare "Shigaraki" anche senza Izuku. "Shigaraki" inizia ad attaccare, ma si ritrova trattenuto dalle difese della gabbia progettate specificamente per contrastarlo, comprese le strutture che reagiscono al suo quirk, una gabbia elettrica che circonda la barriera e Monoma che copia il quirk di Aizawa nelle vicinanze. Tuttavia all'improvviso, le dita di "Shigaraki" iniziano a mutare e ad attaccare. |                   |                   |
| 145      | 7  | Inflation 「INFLATION」 | 15 giugno 2024    | 6 luglio 2024     |
| 145      | 7  | Gli hero sono costretti sulla difensiva mentre "Shigaraki" inizia a scatenare una serie infinita di dita che si scatenano in tutta la fortezza; spiegando come non si tratti di un Quirk, ma piuttosto della crescita naturale nel suo corpo come risultato della teoria della singolarità dei Quirk. Aizawa entra in contatto con Izuku e si rende conto che, poiché Monoma dovrebbe annullare temporaneamente "Cancellazione" per portarlo li, questo consentirebbe a "Shigaraki" di far decadere tutto con le sue dita, e quindi deve tornare indietro da solo. Gli hero decidono di combattere "Shigaraki", anche senza One For All. Nel frattempo sull'isola di Okuto, Izuku e Ochaco si confrontano con Toga, la quale annulla il "Danger Sense" nel processo, e gli confessa inaspettatamente il suo amore. Poi gli fa la stessa domanda che ha posto a Ochaco durante il loro precedente incontro, e quando Izuku gli dice che non è in grado di capire il suo modo di amare, crede che entrambi siano uguali ai suoi genitori e decide di passare davvero all'offensiva. Dopo che Tsuyu è intervenuta nello scontro, Izuku scappa dall'isola, confidando in Ochaco per gestire la situazione. Izuku tenta di utilizzare il Quirk del secondo possessore per arrivare lì più velocemente, ma viene avvertito che il potere è troppo pericoloso, quindi va usato solo come ultima risorsa. Altrove a Kamino, Dabi si confronta con Shoto, deluso di non vedere Endeavor. Shoto chiede a suo fratello perché non è mai tornato a casa se era ancora vivo, e mentre il suo corpo inizia a bruciare, questi inizia a rivelare la sua origine. |                   |                   |
| 146      | 8  | Due incandescenze 「二つの赫灼」 - Futatsu no kakushaku | 22 giugno 2024    | 13 luglio 2024    |
| 146      | 8  | In una stazione di polizia, il dottor Garaki rivela a un ufficiale di come lui e All For One abbiano raccolto nel corso degli anni potenziali vessilli nel caso in cui fosse successo succedere qualcosa a Shigaraki, uno di questi era Toya, che All For One ha preso con se dopo che si era bruciato vivo. Toya si svegliò in un orfanotrofio tre anni dopo, apprendendo che il suo corpo non è stato in grado di essere completamente riparato e non poteva più sfruttare appieno il suo fuoco. Toya riuscì a scappare, in quanto Garaki era convinto che non sarebbe durato a lungo, solo per essere sorpreso quando tornò come Dabi anni dopo. Nel frattempo, Dabi spiega a Shoto che era tornato a casa per scusarsi, tuttavia, dopo aver assistito all'addestramento violento di Endeavor nei confronti di Shoto, si era reso conto che non è cambiato nulla e decise di rifiutare il suo sé passato e diventare Dabi. Studiando le mosse definitive di Endeavor, Dabi scatena il suo fuoco sul campo di battaglia, rimproverando Shoto di non sfruttare appieno le proprie abilità. Shoto quindi reagisce utilizzando la sua mossa definitiva di sua creazione, una fusione dei suoi lati caldi e freddi che è in grado di spegnere il calore di Dabi. Pensando a come i suoi compagni di classe siano sempre stati lì per lui, Shoto sferra un pugno diretto a Dabi, congelando tutto nelle vicinanze e sconfiggendolo. |                   |                   |
| 147      | 9  | Extras 「EXTRAS」 | 29 giugno 2024    | 20 luglio 2024    |
| 147      | 9  | All Might annuncia al resto degli hero la sconfitta di Dabi da parte di Shoto. A Jaku, gli eroi guidati da Mt. Lady affrontano il Fronte di liberazione del paranormale che tenta di liberare Gigantomachia; Mina e Kirishima affrontano uno dei comandanti, che si rivela essere l'assassino di Midnight. Altrove, Spinner, a cui sono stati dati Quirk extra da All For One, guida un esercito di mutanti al Central Hospital per liberare Kurogiri; tra gli eroi che lo difendono ci sono Present Mic, Shoji e Koda. A Kamino, mentre gli hero continuano a eliminare le rimanenti minacce, scintille iniziano a brillare nello stomaco di Dabi. A Gunga, Endeavor e Hawks affrontano All For One nei cieli, tentando di distruggere il suo casco di supporto vitale, consapevoli che non possieda un Quirk di rigenerazione. All For One rivela di essere stato responsabile del salvataggio di Toya, distraendo Endeavor abbastanza da consentirgli un attacco a sorpresa che lo mette fuori gioco. Prima che All For One possa colpire Hawks, Tokoyami e Jiro arrivano per interrompere l'attacco e aiutarlo. Mentre Endeavor tenta di riprendersi a terra, Hawks con riluttanza lascia che i due studenti assistano nel combattimento. All For One si irrita per le "comparse" che girano intorno a One For All pensando di poterlo affrontare, e scatena un attacco devastante, mutilando l'orecchio sinistro di Jiro. |                   |                   |
| 148      | 10 | L'Hero ferito che arde schietto e luminoso 「焼身照命!! 手負いのヒーロー」 - Shōshin shōmei!! Teoi no hīrō | 13 luglio 2024    | 3 agosto 2024     |
| 148      | 10 | Nonostante l'infortunio, Jiro attacca All For One con un attacco con onde sonore. Prima che possa contrattaccare, improvvisamente le vestigia dei Quirk di All For One iniziano a ribellarsi, lasciandolo incapace di attaccare. Hawks e Tokoyami approfittano di questa apertura per distruggere la maschera di All For One, tuttavia riprende il controllo consumando le vestigia e scatena un attacco su larga scala. I tre vengono salvati dal ritorno di Endeavor, che perde il suo braccio destro. Endeavor continua a scatenarsi contro All For One, mettendolo in un angolo, mentre riflette sul suo passato, compreso come sia stato ispirato a diventare un hero dopo aver visto suo padre morire cercando di salvare qualcuno, e tutto ciò che deve fare per espiare le sue azioni. Sembra che Endeavor finisca definitivamente All For One con un Prominence Burn, ma il suo corpo inizia lentamente a rigenerarsi. Nel frattempo alla fortezza volante, gli hero si ritrovano a un punto morto contro lo sciame infinito di dita di "Shigaraki". Bakugo svela il suo oggetto di supporto "Strafe Panzer" facendo esplodere la sua scorta in eccesso di sudore esplosivo a distanza ravvicinata, che si riverbera in tutta la fortezza. Tuttavia, "Shigaraki" riesce a infliggere la maggior parte del danno, distruggendo il braccio di Bakugo e continuando a deriderlo. |                   |                   |
| 149      | 11 | Light Fades To Rain 「Light Fades To Rain」 | 20 luglio 2024    | 10 agosto 2024    |
| 149      | 11 | "Shigaraki" continua a sopraffare Bakugo, con l'intenzione di ucciderlo come "regalo di benvenuto" per Izuku. Aizawa chiede agli altri di aiutarlo, così Mirio, che aveva assistito tutti all'interno della bara, si riunisce a Tamaki e Nejire. I tre procedono a salvare Bakugo e a combattere "Shigaraki", con Mirio che fa un commento sul fatto che il motivo per cui ferisce le persone è perché non ha amici. Questo fa riemergere le vestigie di Tenko Shimura, facendogli capire che la sua mente e quella di All For One non sono completamente fuse come credono. Tamaki scatena il suo Quirk al massimo del suo potenziale con l'intenzione di distruggere "Shigaraki" per sempre, ma non è ancora abbastanza per danneggiarlo completamente. Nonostante le sue ferite, Bakugo si rialza e usa la sua incredibile velocità per contrastare "Shigaraki", abbastanza da scuotere visibilmente il nemico e ricordargli qualcuno del passato di All For One. Bakugo ha una visione di All Might, e si lamenta di non aver mai ricevuto il suo autografo, proprio mentre "Shigaraki" gli sferra un pugno a bruciapelo dritto al cuore. Mentre la pioggia inizia a cadere, gli hero fissano devastati il corpo apparentemente senza vita di Bakugo. |                   |                   |
| 150      | 12 | Chi protegge e chi danneggia 「禦ぐ者と侵す者」 - Fusegu mono to okasu mono | 3 agosto 2024     | 7 settembre 2024  |
| 150      | 12 | Mentre "Shigaraki" gongola davanti agli hero devastati per la presunta dipartita di Bakugo, a Kamino, Dabi si rinvigorisce copiando la tecnica di Shoto, e chiede a Skeptic, che sta hackerando sia la Yuei che la struttura di evacuazione sotterranea dove si trovano i civili, la posizione di Endeavor. A Gunga, All For One rivela che il dottor Garaki ha creato un siero che replica gli effetti del quirk di Eri, il quale ha rigenerato il corpo di All For One riportandolo al suo stato originale, al costo di farlo regredire fino a scomparire definitivamente. A Washington DC, il presidente litiga con il comandante Agpar sull'allinearsi con Shigaraki nel caso in cui il Giappone cada, sconvolgendo notevolmente quest'ultimo. Alla fortezza volante, Edgeshot usa il suo Quirk al massimo della sua potenza per entrare nel corpo di Bakugo, per riparare il suo cuore dall'interno. "Shigaraki" è gettato in ulteriore angoscia tra la testimonianza dei loro tentativi di salvargli la vita e l'assalto di Mirko su di lui, che fa sì che il suo corpo si trasformi rapidamente in uno stato difensivo ricoperto di mani che mette KO quasi tutti. Con Jeanist e Mirio gli unici rimasti in piedi, sentono da Mandalay che devono tenere "Shigaraki" impegnato per qualche secondo per aprire il cancello elettrico e, ricordate delle parole di Nighteye, Mirio distrae il nemico abbastanza a lungo da permettere a Deku di catapultarsi sul campo di battaglia e attaccarlo. |                   |                   |
| 151      | 13 | Connessione attraverso le epoche 「連なる星霜」 - Tsuranaru seisō | 17 agosto 2024    | 14 settembre 2024 |
| 151      | 13 | Durante il volo verso la bara volante, Izuku riceve assistenza dalla flotta militare americana, prima di entrare e attaccare "Shigaraki". Tuttavia, dopo aver visto le condizioni di Bakugo e degli altri, va in stato di shock e i suoi Quirk iniziano a scatenarsi fuori controllo. "Shigaraki" cerca di approfittare del suo stato di rabbia per coglierlo di sorpresa, ma Mirio interviene per calmarlo, dicendogli che nessuno è ancora morto e che hanno ancora una possibilità di vittoria. Riacquistata la calma, Izuku affronta "All For One" chiedendogli se Shigaraki è ancora lì; il villain afferma che non esiste più e che si sono fusi insieme in un nuovo essere, ma Mirio informa Izuku di quanto sia stato instabile nel reagire durante il combattimento. Nana nota sulla mano di "Shigaraki" il volto di Kotaro, facendogli capire che è ancora lì. "Shigaraki" tenta di attaccare Deku, ma lui contrattacca usando il Quirk del secondo possessore, Gearshift, che gli consente di muoversi più velocemente della velocità del suono e di sopraffarlo completamente. In particolare, All For One rimane turbato da questa rivelazione, ricordando di aver ucciso il secondo possessore e di quanto fosse debole il suo Quirk in origine. Utilizzando tutta la potenza di One For All e dei Quirk che lo accompagnano, Deku assesta un colpo devastante su "Shigaraki", infliggendo danni enormi dentro e fuori dal corpo, prima di notare che il corpo inizia a reagire inaspettatamente. All For One dichiara internamente che non tutto è perduto e che hanno ancora una possibilità di vittoria, mentre altrove, il gigantesco Spinner continua la sua furia. |                   |                   |
| 152      | 14 | Insieme a Shoji 「しょーじくんといっしょ。」 - Shōji-kun to issho. | 24 agosto 2024    | 14 settembre 2024 |
| 152      | 14 | Spinner e il suo esercito, composto da membri del fronte e civili, continuano a prendere d'assalto l'ospedale centrale per liberare Kurogiri, affrontando gli hero e la polizia presenti che sono sopraffatti dai loro numeri. Proprio mentre Spinner sta per attaccare, Shoji lo respinge, solo per essere trattenuto dall'esercito. Shoji chiede loro cosa c'entri l'attacco all'ospedale con la loro causa, ricordando che gli hero avevano evacuato i civili durante l'incidente di Jaku, chiedendo a Spinner se hanno un piano, mentre mostra il suo volto sfregiato. Tuttavia, la mente di Spinner è diventata più instabile, a seguito dei due nuovi Quirk ricevuti da All For One, che lo hanno reso incapace di rispondere correttamente. Mentre Spinner, ulteriormente trasformato, combatte Shoji, Koda ricorda quando Shoji rivelò il suo passato ai suoi amici, incluso come si era procurato le sue cicatrici quando era bambino ogni volta che entrava in contatto con qualcuno nella sua città. Nonostante il dolore che ha dovuto affrontare, si aggrappa al ricordo di quando ha usato il suo Quirk per salvare una ragazza dall'annegamento e vuole usare questo ricordo per aiutare a superare il pregiudizio radicato nella società. Nonostante le grida di Shoji, che i civili iniziano ad ascoltare, Spinner lo rifiuta, ripetendo il suo invito all'azione mentre si fa strada nell'ospedale. |                   |                   |
| 153      | 15 | Butterfly Effect 「Butterfly Effect」 | 31 agosto 2024    | 21 settembre 2024 |
| 153      | 15 | Un gruppo di eteromorfi segue Spinner all'interno dell'ospedale, tuttavia, quando vedono i dottori e gli infermieri difenderlo, iniziano a vacillare Proprio quando Shoji sta per essere aggredito dall'esercito all'esterno, uno dei civili interviene, rivelando i suoi rimpianti, e nonostante i soldati della liberazione cerchino di fomentarli, il resto dei civili viene convinto a fermare l'assalto. Nel frattempo Spinner raggiunge il luogo di contenimento di Kurogiri nello stesso momento di Present Mic, che lo mette KO con il suo Quirk. Prima che Mic possa distruggere Kurogiri ancora inattivo, credendo che Shirakumo se ne sia andato, Spinner usa la sua forza rimanente per dare a Kurogiri la mano impagliata rimasta di Shigaraki, supplicandolo di aiutarlo, e Kurogiri, ora con il volto parzialmente esposto di Shirakumo, si risveglia. Negli Stati Uniti, una meteorologa nota l'immenso cambiamento del meteo dovuto alle intense firme di calore in Giappone. A Kamino, proprio mentre Dabi sta per volare verso la posizione di Endeavor, viene inghiottito da un portale. Sulla bara volante, mentre Aizawa e Monoma continuano a usare Erasure su Shigaraki, Kurogiri e Mic si materializzano all'improvviso dietro di loro. A Gunga, Dabi appare attraverso il portale, salutando suo padre, insieme a Toga trasformata in Twice, con orrore di Hawks. Durante la battaglia sull'isola di Okuto, Toga è riuscita a ingoiare il sangue di Twice per trasformarsi in lui, proprio mentre Kurogiri arriva per teletrasportarla nella posizione di Hawks; Uraraka tenta di chiamare Toga per parlare, ma lei dice che è troppo tardi. Toga procede a usare la Sad Man's Parade di Twice, inondando Gunga di un esercito di copie. |                   |                   |
| 154      | 16 | La serie di eventi che ti ha portato fin qui 「ここに至るまでの連なり」 - Koko ni itaru made no tsuranari | 7 settembre 2024  | 28 settembre 2024 |
| 154      | 16 | Uraraka e Tsuyu riescono a seguire Toga attraverso il portale, riunendosi con Tokoyami e Jiro mentre gli eroi tentano di fuggire dallo sciame di copie. All For One tenta di scappare, ma Hawks si mette sulla sua strada, deducendo che deve tornare a Shigaraki. Endeavor affronta Dabi, nel tentativo di affrontare finalmente suo figlio. Sulla bara volante, le copie aggrediscono Aizawa e Monoma, annullando l'effetto di Erasure e facendo esplodere Shigaraki. La fortezza inizia improvvisamente a cadere a causa dell'hacking di Skeptic nel sistema. Izuku è costretto a riprendersi a causa dell'uso eccessivo di Gearshift e affronta Shigaraki, la cui vera personalità è riemersa. Proprio in quel momento, il sistema di Skeptic viene hackerato da La Brava, che collabora con la polizia; prima che possa scappare viene catturato da diversi eroi, a causa della sua fuga di notizie sulla sua posizione. Mentre gli eroi dentro e fuori la Yuei cercano di occuparsi delle copie, ricevono assistenza da Gentle. Si scopre che durante gli assalti alla prigione di All For One, Gentle è stato in grado da solo di impedire a tutti i criminali della sua prigione di scappare, guadagnandosi la fiducia della polizia. Rafforzato dal Quirk di La Brava, Gentle usa il suo Quirk per fermare la discesa della fortezza. Shigaraki sta per usare il suo Quirk, ma la sua mano viene tagliata via da Lady Nagant. |                   |                   |
| 155      | 17 | hopes 「hopes」 | 14 settembre 2024 | 5 ottobre 2024    |
| 155      | 17 | Rock Lock fornisce a Lady Nagant, ancora ferita, informazioni sulla battaglia, consentendole di usare le sue forze rimanenti per colpire Shigaraki da lontano. All'interno del regno delle vestigia, All For One tenta di riprendere il controllo, ma Shigaraki reagisce, rivelando di essere consapevole che il suo maestro sta alimentando il suo odio per usarlo come una pedina. Consumando le vestigia, Shigaraki riemerge completamente, dichiarando la sua intenzione di distruggere tutto ciò che deriva dalla sua casa d'infanzia. Con i suoi Quirk ora attivi, Izuku spinge Shigaraki a terra per finire il loro combattimento. Mentre Gentle continua a trattenere la Yuei, nota che gli studenti del corso di management stanno filmando tutto, portando La Brava a hackerare i loro telefoni e iniziare a trasmettere in diretta il filmato. Kurogiri, che è diventato sempre più confuso a causa dell'influenza di Shirakumo, nota che Aizawa e Present Mic sono stati buttati giù dalle copie, e apparentemente li salva trasportandoli via. Nel frattempo a Gunga, Hawks insegue All For One, che vuole raggiungere la posizione di Shigaraki per completare il trasferimento. Gli hero ricevono quindi assistenza dagli studenti della Shiketsu, che sottomettono le copie e aggrediscono All For One. Il villain li travolge con i suoi poteri, ma viene improvvisamente colto di sorpresa da Tokoyami, che usa Dark Shadow al massimo della sua potenza, per schiacciarlo a terra. Nello stesso momento nello sciame di copie, Toga tenta di trasformarsi negli altri membri dell'Unione ma non è in grado di usare i loro Quirk, il che la porta a cadere nella disperazione chiedendosi perché non riesca a diventare completamente Twice. |                   |                   |
| 156      | 18 | It's A Small World 「It's A Small World」 | 21 settembre 2024 | 12 ottobre 2024   |
| 156      | 18 | Uraraka riesce a individuare la vera Toga notando il suo pianto. Nel frattempo, Tokoyami e gli hero continuano a colpire All For One, solo per essere respinti dal nemico che ora sembra visibilmente più giovane. Mentre All For One tenta di fuggire di nuovo, Gigantomachia appare all'improvviso, ma con sua sorpresa viene attaccato dal mostro. 15 minuti prima, i soldati del fronte erano riusciti a risvegliare Gigantomachia, costringendo gli hero sulla difensiva. Kirishima va a recuperare Shinso per usare il suo lavaggio del cervello su Machia, ma lo trova consumato da Sludge Villain. Mina spinge il suo acido al limite, salvando Mt. Lady danneggiando Machia e liberando Shinso, che fa il lavaggio del cervello a Machia, ribaltando la situazione sui nemici. Quindi vengono a conoscenza del tentativo di fuga di All For One e si uniscono all'assalto. All For One attacca Machia per rompere il lavaggio del cervello di Shinso, tuttavia Machia sfoga la sua frustrazione per essere stato lasciato indietro dal suo padrone ancora una volta, e sceglie di continuare ad attaccare All For One. Nello stesso momento, due giornalisti, ispirati dal live streaming del combattimento di Izuku, si dirigono a Gunga per registrare le battaglie, mentre in tutto il mondo le persone stanno guardando lo svolgersi degli eventi. Alla fine All For One prende il sopravvento, devastando tutti. Ruba il Quirk di Hawks e intende prendere quello di Tokoyami, ma Mineta lo supplica di non farlo, questo porta All For One ad andarsene e a rimproverare il fallimento degli hero. |                   |                   |
| 157      | 19 | I AM HERE 「I AM HERE」 | 28 settembre 2024 | 19 ottobre 2024   |
| 157      | 19 | Uno dei blocchi di evacuazione sotterranei viene sabotato dalle spie di All For One, costringendo gli hero ad aiutare i civili a fuggire. La polizia si rende conto che Dabi è sull'orlo di un'implosione che incenerirà tutto nel raggio di 5 chilometri, incluso il blocco vicino. Con All For One che si avvicina rapidamente alla posizione di Shigaraki, Tsukauchi riceve una chiamata da All Might. A Kamino, Shoto esprime il suo rammarico per non essere riuscito a fermare Dabi, quando lui e Iida vengono chiamati da All Might per recarsi a Gunga e fermare l'esplosione. Iida usa il suo Quirk per far viaggiare lui e Shoto attraverso la città, con Stain che li osserva nell'ombra. Altrove All Might affronta All For One, svelando diversi oggetti di supporto dalla sua valigetta. A Gunga, i civili, tra cui i Todoroki, riescono a fuggire dai blocchi di evacuazione, assistendo all'intensa sfera di calore di Dabi. All'interno, Dabi ha quasi perso il senno a causa dell'uso eccessivo del suo Quirk. Endeavor si rende quindi conto che Dabi è riuscito a manifestare il Quirk di ghiaccio di Rei dentro di lui, riconoscendo i suoi errori che li hanno portati entrambi a questo punto. Si prepara a sacrificare se stesso e Dabi sparandosi in aria, ma viene fermato da Rei, Fuyumi e Natsuo, che usano i loro Quirk di ghiaccio nel tentativo di raffreddarli entrambi. Mentre la famiglia si riunisce, Dabi pensa a come tutti lo stiano finalmente guardando, realizzando ciò che ha sempre desiderato. Mentre tutti guardano con ansia in live streaming, Shoto e Iida si dirigono verso la zona dell'esplosione e, prima che Dabi esploda, Shoto scatena la sua mossa finale, neutralizzando completamente il fuoco. Endeavor chiede scusa sentitamente a Toya, ormai in fin di vita, e al resto della sua famiglia per tutti i suoi errori. |                   |                   |
| 158      | 20 | L'ego di una ragazza 「少女のエゴ」 - Shōjo no ego | 5 ottobre 2024    | 26 ottobre 2024   |
| 158      | 20 | L'esercito di copie create da Toga continua sopraffare gli Hero, e minaccia di estendersi ulteriormente oltre la foresta. Uraraka riesce a raggiungere la vera Toga, gridandole che vuole parlare, ma lei ribadisce ancora una volta che è troppo tardi. Quando Uraraka menziona che ha mescolato i suoi sentimenti con la sete di sangue, ciò fa sì che Toga risponda con rabbia e cerchi di attaccare Tsuyu. Toga ricorda la sua infanzia, costantemente criticata dai suoi genitori per i suoi tentativi di essere "normale", e incapace di adattarsi a chi la circondava. Uraraka riesce a tirare Toga verso di sé, proprio mentre gli Hero iniziano a notare che le copie stanno iniziando a trasformarsi negli altri hero dopo aver bevuto il loro sangue sul campo di battaglia, rendendo impossibile la cooperazione. Mentre Tsuyu supplica Toga di ascoltare Uraraka, lei pugnala mortalmente Ochaco allo stomaco. Poi ricorda il suo periodo con l'unione, quando le hanno chiesto se voleva un "nome da villain", e lei dichiara di no perché vuole vivere la sua vita come "Himiko Toga". Anche dopo che lo sciame di copie ha consumato gli Heroes, Uraraka cerca ancora di raggiungere Toga, ammettendo che vuole capire perché ha pianto e che è gelosa del suo sorriso, facendo sì che Toga si senta emotivamente sopraffatta. Uraraka subisce quindi un risveglio del suo quirk, facendo fluttuare nell'aria tutti i presenti. Riesce a raggiungere Toga ancora una volta, rivelando perché voleva essere una hero e come si è innamorata di Izuku. Rendendosi conto che non può vincere, Toga finalmente confessa tutti i suoi sentimenti e rimpianti più profondi a Ochaco, proprio mentre il sangue di Twice finisce e tutte le copie si disintegrano nel cielo. |                   |                   |
| 159      | 21 | Battaglia senza Quirk 「"個性"無き戦い」 - "Kosei" naki tatakai | 12 ottobre 2024   | 2 novembre 2024   |
| 159      | 21 | Dopo che lo sciame di copie svanisce, Ochaco si trova sull'orlo della morte dopo aver abusato del suo Quirk nonostante le sue gravi ferite. Incapace di lasciarla morire, Toga ingoia un po' del sangue di Uraraka per trasformarsi parzialmente in lei, permettendole di eseguire una trasfusione di sangue per salvarsi la vita, volendo dimostrare che i suoi sentimenti sono genuini. Toga si scusa per averla ferita e la ringrazia in lacrime per averla resa felice, chiedendosi cosa sarebbe potuto succedere se avesse provato questi sentimenti prima, e mentre le due svengono, pensa a come è stata in grado di vivere la sua vita come una "ragazza normale". Nel frattempo, All Might affronta All For One, svelando una tuta meccanica. All For One si infuria per la presenza di All Might e inizia ad attaccare, cosa che All Might riesce a contrastare usando una serie di oggetti di supporto sulla sua tuta, che prendono il nome dagli studenti della Classe A. Durante la battaglia, All Might ricorda quando incontrò per la prima volta Nana, chiedendole di essere il suo discepolo e raccontandole il suo desiderio di diventare un "simbolo" a cui le persone possono guardare per aiutarle a sorridere, per portare quel fardello come qualcuno che è nato senza Quirk. Alla fine All For One prende il sopravvento e ferisce gravemente All Might, ma lui, ricordando le sue parole a Izuku, si rialza e ride maniacalmente, con l'intenzione di mantenere All For One ancora in fase di riavvolgimento concentrato su di lui. Allo stesso tempo, Izuku continua la sua lotta contro Shigaraki, mentre percepisce la drastica battaglia di All Might. |                   |                   |

## Home video
La settima stagione di My Hero Academia è pubblicata per il mercato home video nipponico da Toho in formato DVD e Blu-ray Disc tra il 17 luglio e il 18 dicembre 2024.
| Nº | Data             | Dischi | Dischi | Episodi | Fonti  |
| Nº | Data             | DVD    | BD     | Episodi | Fonti  |
| -- | ---------------- | ------ | ------ | ------- | ------ |
| 1  | 17 luglio 2024   | 3      | 2      | 139-145 | [ 24 ] |
| 2  | 16 ottobre 2024  | 3      | 2      | 146-152 | [ 25 ] |
| 3  | 18 dicembre 2024 | 3      | 2      | 153-159 | [ 26 ] |